# Fantasy-Jahr 1950
Übersicht

◄◄ | ◄ | 1946 | 1947 | 1948 | 1949 | Fantasy-Jahr 1950 | 1951 | 1952 | 1953 | 1954 | ► | ►►

Weitere Ereignisse

## Neuerscheinungen Literatur
| Deutscher Titel                                                                       | Deutschsprachiges Erscheinungsjahr | Originaltitel                        | Autor       | Anmerkungen |
| ------------------------------------------------------------------------------------- | ---------------------------------- | ------------------------------------ | ----------- | ----------- |
| Die Abenteuer im Wandschrank oder: Der Löwe und die Hexe später: Der König von Narnia | 1956                               | The Lion, the Witch and the Wardrobe | C. S. Lewis |             |

## Filmpreise
Oscar
- beste visuelle Effekte: Willis O’Brien – Panik um King Kong

## Neuerscheinungen Filme
| Deutscher Titel                  | Deutschsprachiges Erscheinungsjahr | Originaltitel        | Regie                          | Anmerkungen |
| -------------------------------- | ---------------------------------- | -------------------- | ------------------------------ | ----------- |
|                                  |                                    | For Heaven’s Sake    | George Seaton                  |             |
| Francis, ein Esel – Herr General | 1950                               | Francis              | Arthur Lubin                   |             |
| Mein Freund Harvey               | 1951                               | Harvey               | Henry Koster                   |             |
| Der Pakt mit dem Teufel          | 1950                               | La Beauté du diable  | René Clair                     |             |
| Amazonen des Urwalds             | 1953                               | Prehistoric Women    | Gregg C. Tallas                |             |
| Orpheus                          | 1950                               | Orphée               | Jean Cocteau                   |             |
| König Salomons Diamanten         | 1951                               | King Solomon's Mines | Compton Bennett, Andrew Marton |             |

## Geboren
- James Blaylock
- Barbara Büchner
- Ian Irvine
- John Kessel
- Stephen Lawhead
- Mercedes Lackey

## Gestorben
- Edgar Rice Burroughs (* 1875)